# Montourtier
Montourtier és un municipi francès situat al departament de Mayenne i a la regió de País del Loira. L'any 2007 tenia 326 habitants.
L'1 de gener de 2019 va passar a ser una comuna delegada de la comuna nova de Montsûrs a fusionar-se amb las comunas de Deux-Évailles, de Montsûrs, de Saint-Céneré, i de Saint-Ouën-des-Vallons.

## Demografia

### Població
El 2007 la població de fet de Montourtier era de 326 persones. Hi havia 120 famílies de les quals 28 eren unipersonals (16 homes vivint sols i 12 dones vivint soles), 40 parelles sense fills i 52 parelles amb fills.
La població ha evolucionat segons el següent gràfic:
Habitants censats

### Habitatges
El 2007 hi havia 158 habitatges, 130 eren l'habitatge principal de la família, 16 eren segones residències i 12 estaven desocupats. 155 eren cases i 3 eren apartaments. Dels 130 habitatges principals, 97 estaven ocupats pels seus propietaris, 32 estaven llogats i ocupats pels llogaters i 1 estava cedit a títol gratuït; 3 tenien dues cambres, 22 en tenien tres, 27 en tenien quatre i 78 en tenien cinc o més. 96 habitatges disposaven pel capbaix d'una plaça de pàrquing. A 49 habitatges hi havia un automòbil i a 70 n'hi havia dos o més.

### Piràmide de població
La piràmide de població per edats i sexe el 2009 era:
| Homes | Edats   | Dones |
| ----- | ------- | ----- |
| 0     | 95 o +  | 0     |
| 0     | 90 a 94 | 0     |
| 0     | 85 a 89 | 0     |
| 4     | 80 a 84 | 8     |
| 8     | 75 a 79 | 8     |
| 4     | 70 a 74 | 12    |
| 4     | 65 a 69 | 4     |
| 0     | 60 a 64 | 4     |
| 8     | 55 a 59 | 8     |
| 4     | 50 a 54 | 0     |
| 4     | 45 a 49 | 4     |
| 16    | 40 a 44 | 4     |
| 32    | 35 a 39 | 32    |
| 16    | 30 a 34 | 8     |
| 4     | 25 a 29 | 8     |
| 0     | 20 a 24 | 0     |
| 12    | 15 a 19 | 4     |
| 12    | 10 a 14 | 20    |
| 12    | 5 a 9   | 20    |
| 24    | 0 a 4   | 4     |

## Economia
El 2007 la població en edat de treballar era de 211 persones, 167 eren actives i 44 eren inactives. De les 167 persones actives 154 estaven ocupades (84 homes i 70 dones) i 13 estaven aturades (5 homes i 8 dones). De les 44 persones inactives 17 estaven jubilades, 12 estaven estudiant i 15 estaven classificades com a «altres inactius».

### Ingressos
El 2009 a Montourtier hi havia 126 unitats fiscals que integraven 336,5 persones, la mediana anual d'ingressos fiscals per persona era de 15.319 €.

### Activitats econòmiques
Dels 6 establiments que hi havia el 2007, 3 eren d'empreses de construcció, 1 d'una empresa de comerç i reparació d'automòbils, 1 d'una empresa d'informació i comunicació i 1 d'una empresa de serveis.
L'únic servei als particulars que hi havia el 2009 era una lampisteria.
L'any 2000 a Montourtier hi havia 30 explotacions agrícoles que ocupaven un total de 1.344 hectàrees.

## Equipaments sanitaris i escolars
El 2009 hi havia una escola maternal integrada dins d'un grup escolar amb les comunes properes formant una escola dispersa.

## Poblacions més properes
El següent diagrama mostra les poblacions més properes.